# ZABADAK (小惑星)
ZABADAK (10566 Zabadak) は、小惑星帯にある小惑星である。
山梨県の八ヶ岳南麓天文台で串田嘉男と村松修が発見した。
日本の音楽ユニットZABADAK（ザバダック）から名付けられた。